# 伊藤貞夫
伊藤 貞夫（いとう さだお、1933年（昭和8年）11月20日 - 2021年11月16日）は、日本の西洋史学者、東京大学名誉教授。専門は古代ギリシア史、特に紀元前4・5世紀のアテネ研究。

## 経歴
1933年、東京で生まれた。東京大学文学部西洋史学科で学び、1959年に同大学を卒業。同大学大学院に進み、1964年に東京大学大学院人文科学研究科博士課程を中退して同大学文学部助手となった。
1968年に文学部講師、1970年に助教授、1981年に教授に昇進。1994年に東京大学を定年退官し、名誉教授となった。その後は放送大学教授を務めた。学界では、2001年6月より日本西洋古典学会委員長（第8代）を務めた(2004年6月まで)。2002年に日本学士院会員に選出された。2021年に死去した。

## 受賞・栄典
- 2009年：瑞宝重光章受章[2][3]。2021年11月16日死去。叙従四位[4]。

## 著書
著書
- 『古典期のポリス社会』岩波書店 1981年
- 『古典期アテネの政治と社会』(歴史学選書) 東京大学出版会 1982年
- 『古典古代史』放送大学教育振興会 1995年[5]
- 『古代ギリシアの歴史 ポリスの興隆と衰退』講談社学術文庫 2004年[6]

共編著
- 『世界の歴史2 ギリシアとヘレニズム』 秀村欣二共著 講談社 1976年
- 『古典古代の社会と国家』 弓削達共編 東京大学出版会、1977年
- 『ギリシアとローマ  古典古代の比較史的考察』 弓削達共編 河出書房新社 1988年
- 『西洋古代史研究入門』 本村凌二共編 東京大学出版会 1997年
- 『古典古代の歴史』 編著 放送大学教育振興会 2000年
- 『地域文化研究 1』 樺山紘一共編著 放送大学教育振興会 2002年
- 『都市と人間』倉沢進・香山壽夫共編著 放送大学教育振興会 2003年